# Weresków
Weresków (biał. Вераскава; ros. Вересково, hist. również Wereskowo) – wieś na Białorusi, w rejonie nowogródzkim obwodu grodzieńskiego, około 19 km na północ od Nowogródka.
Siedziba parafii prawosławnej pw. Świętych Apostołów Piotra i Pawła.

## Historia
W pierwszej połowie XIX wieku majątek należał do rodziny Dybowskich herbu Nałęcz. Helena Dybowska (1823–1878), wyszedłszy za Władysława Brochockiego herbu Prawdzic (1810–1896), wniosła te dobra do rodziny Brochockich. Władysław Brochocki był uczestnikiem powstań listopadowego i styczniowego oraz ostatnim z wyboru marszałkiem nowogródzkim. Do 1863 roku Weresków był centrum życia towarzyskiego, kulturalnego i patriotycznego. W czasie powstania styczniowego dwór został przekształcony przez Helenę w schronisko dla prześladowanych powstańców oraz magazyn żywności i odzieży. Po powstaniu Władysław został zesłany na Syberię, Helena towarzyszyła mu w zsyłce. Wrócili do swojego majątku w 1874 roku, gdzie spędzili resztę życia. Ostatnim właścicielem majątku był ich wnuk Stanisław Brochocki (1892–1942).
Po III rozbiorze Polski w 1795 roku Weresków, wcześniej należący do województwa nowogródzkiego Rzeczypospolitej, znalazł się na terenie powiatu nowogródzkiego (ujezdu) guberni mińskiej Imperium Rosyjskiego. Po ustabilizowaniu się granicy polsko-radzieckiej w 1921 roku Weresków wrócił do Polski, wszedł w skład gminy Lubcz w powiecie nowogródzkim województwa nowogródzkiego, od 1945 roku – w ZSRR, od 1991 roku – na terenie Republiki Białorusi.
Do 2004 roku Weresków był siedzibą sielsowietu, który został zlikwidowany 6 maja 2004 roku, a wieś znalazła się w sielsowiecie Lubcz.
W 2009 roku w Wereskowie mieszkały 334 osoby.
We wsi znajdują się dwie świątynie:

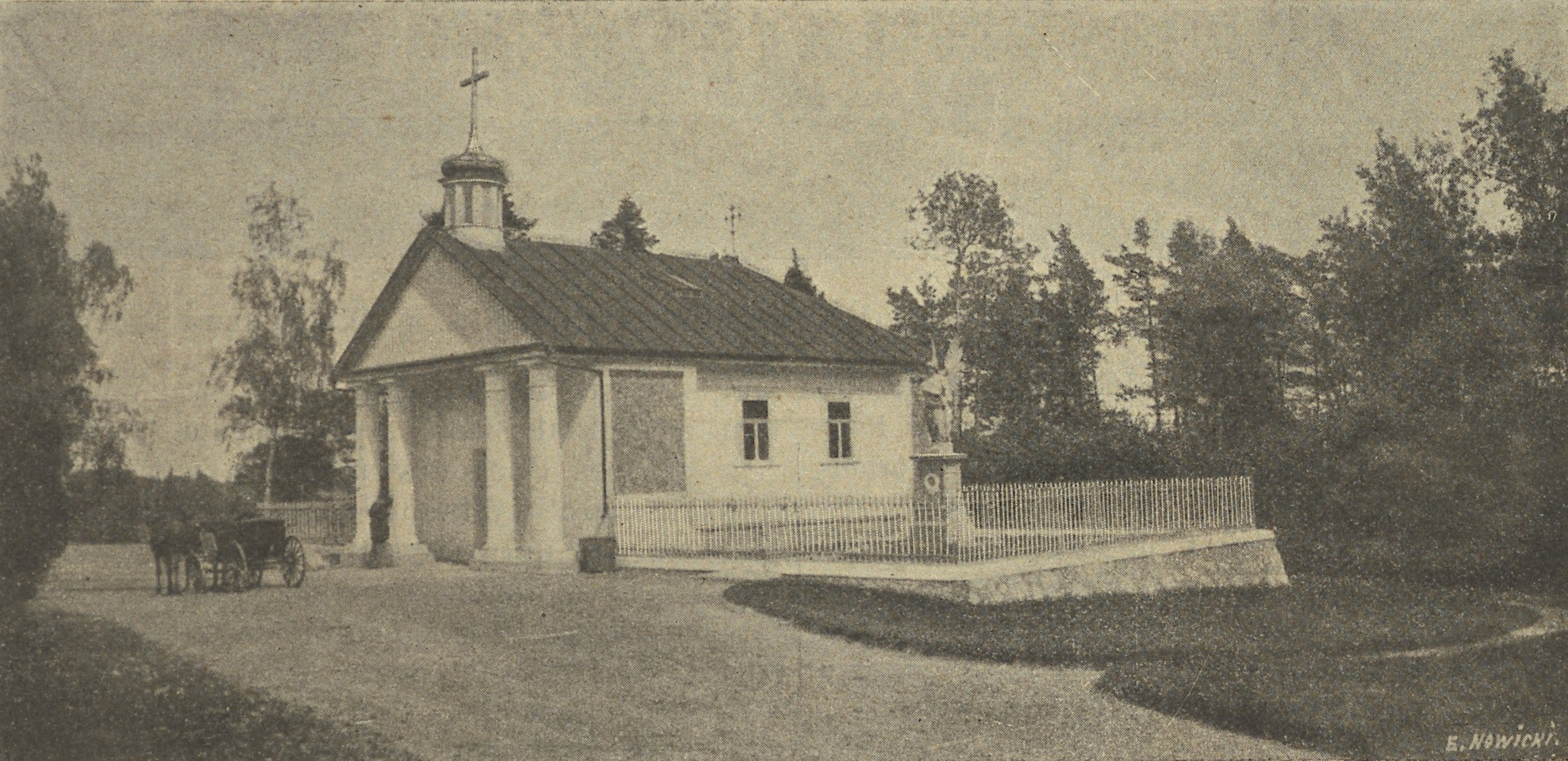
Kaplica grobowa Brochockich

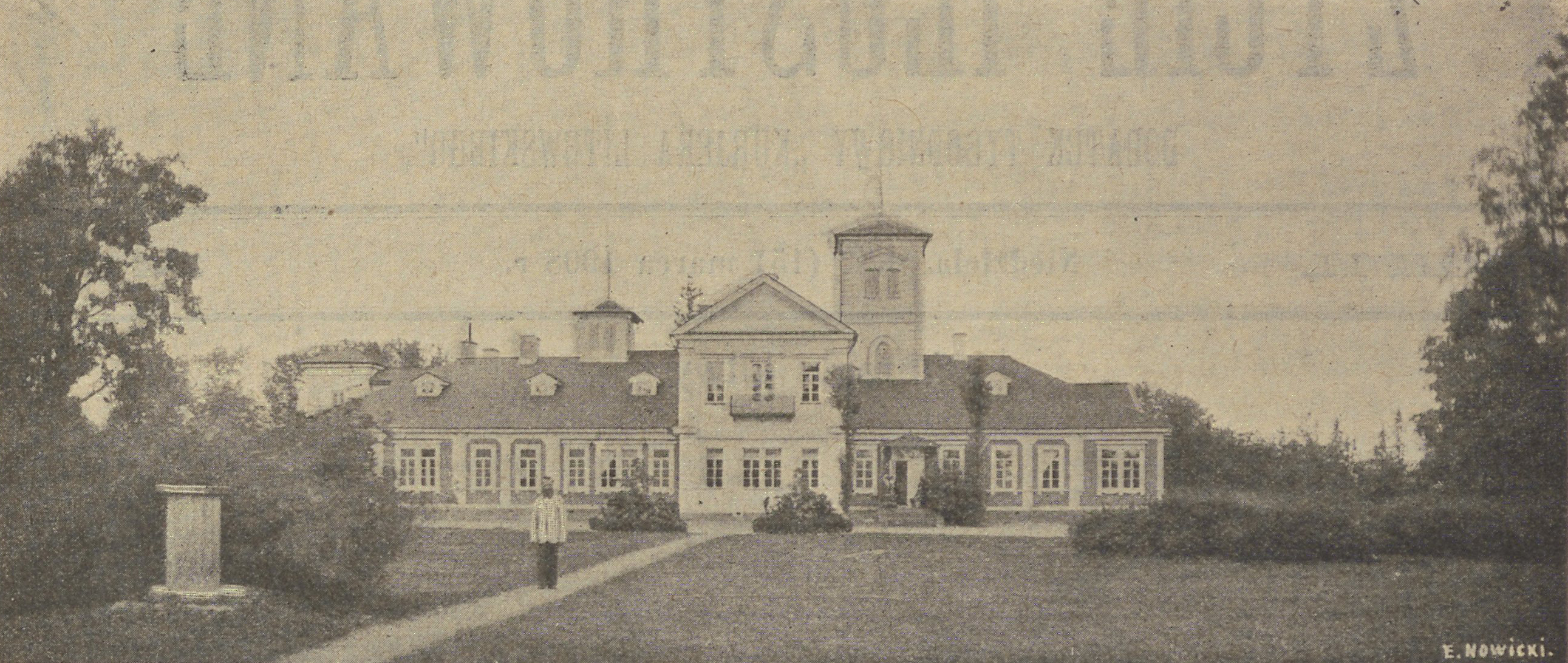
Dwór Brochockich przed 1908 rokiem

- cerkiew prawosławna pw. Świętych Piotra i Pawła – kamienny, murowany budynek z II połowy XIX wieku
- kaplica katolicka (grobowa kaplica Brochockich) – prostokątny, murowany budynek z 1896 roku[6] z dwuspadowym dachem i frontonem z dwiema parami kolumn podtrzymujących trójkątny szczyt. Fronton zajmuje całą szerokość krótszego boku prostokąta. Obok kaplicy w XIX wieku stały dwa posągi: św. Heleny i Michała Archanioła, podobno dłuta włoskiego artysty[3].

## Dwór
Prawdopodobnie w I połowie XIX wieku został tu wzniesiony dwór, który został rozbudowany przez Władysława Brochockiego. Początkowo dwór miał murowaną, trójosiową, piętrową część środkową i krótkie, parterowe, drewniane skrzydła. Po rozbudowie skrzydła znacznie wydłużono, a przy centralnej części wzniesiono trzykondygnacyjną wieżę z czterospadowym daszkiem. Dwie mniejsze wieże wzniesiono w lewej części po stronie ogrodowej. Ze względu na usytuowanie na spadku, podmurówka od strony ogrodu była wyższa, a nad tarasem był płaski dach. Dom był kryty trójspadowymi dachami nad skrzydłami i dwuspadowym dachem nad ryzalitową częścią centralną. Główne wejście do budynku znajdowało się obok centralnego ryzalitu. Wnętrza miały nieregularny rozkład.
Dwór był otoczony parkiem poprzecinanym centralnie rozchodzącymi się alejami wysadzanymi topolami strzelistymi. Za domem leżał regularnie zaplanowany ogród kwiatowy. Stały tu cieplarnie: winogroniarnia, morelarnia, brzoskwiniarnia i wysoka na 8 m oranżeria. 
Przed domem rozciągał się kolisty trawnik, dalej, poprzez stylową bramę, szła aleja wysadzana podwójnym szpalerem strzyżonych krzewów.
Zrujnowana centralna część dworu stoi do dziś, ponadto browar i kilka innych zabudowań gospodarczych.
Majątek w Wereskowie jest opisany w 2. tomie Dziejów rezydencji na dawnych kresach Rzeczypospolitej Romana Aftanazego.